# Hypsibius maculatus
Hypsibius maculatus är en djurart som tillhör fylumet trögkrypare, och som beskrevs av Iharos 1969. Hypsibius maculatus ingår i släktet Hypsibius och familjen Hypsibiidae. Inga underarter finns listade i Catalogue of Life.